# Sachin (India)
Sachin is een census town in het district Surat van de Indiase staat Gujarat. 

## Demografie
Volgens de Indiase volkstelling van 2001 wonen er 11873 mensen in Sachin, waarvan 62% mannelijk en 38% vrouwelijk is. De plaats heeft een alfabetiseringsgraad van 74%. 